# 逢いたい時にあなたはいない…
『逢いたい時にあなたはいない…』（あいたいときにあなたはいない）は、1991年10月7日から 12月16日までフジテレビ月曜9時枠の連続ドラマとして放送されたテレビドラマ。全11回。最高視聴率26.3%（関東地区）。

## 概要
札幌に転勤した男性と、彼を東京で想い続ける女性の「遠距離恋愛」をテーマに据えたテレビドラマとして放送された。2人がすれ違いや寂しさゆえにほかの異性に揺れながらも、お互いを信じていく姿を描いている。
1991年の民放の連続ドラマ平均視聴率ランキングでは『101回目のプロポーズ』、『水戸黄門・第20部』、『東京ラブストーリー』に次ぎ4位となった。同年11月にはキティエンタープライズからサウンドトラック盤が発売され、1992年にはTISから小説と、近代映画社からシナリオ集も2冊刊行された。
フジテレビ50周年記念DVDの企画の一環として、『中山美穂 恋（れん）ドラDVDコレクション』の1作としてポニーキャニオンより2010年1月20日にDVD-BOXが発売された。

## あらすじ
大学付属病院小児科の看護師・美代子（中山美穂）と乳製品会社・昭和乳業に勤める雄介（大鶴義丹）は、お互いの多忙のため、デートもままならないカップル。付き合い始めて1周年のデートで、雄介は札幌への転勤が決まったことを打ち明ける。ふたりの遠距離恋愛が始まったが、距離の壁と仕事の多忙さから次第にすれ違いが多くなり、さらに気になる異性の出現で、美代子と雄介の心は揺れ動き始める…。

## 出演者
- 大木美代子〈21〉 - 中山美穂
小児科の看護師。恋人の雄介が転勤して悩み苦しみ始めるが、病院で知り合った和人にいつしか好意を寄せ、一方で隆一から好意を寄せられるようになる。
- 野口雄介〈25〉 - 大鶴義丹
昭和乳業に勤めるサラリーマン。札幌転勤を栄転と捉え、美代子の気持ちを知るや知らずや張り切る。
- 有本健太郎 - 森脇健児
昭和乳業札幌支社社員。1年前に大阪から転勤。雄介の転勤後の同僚となる。面倒見がいい。
- 浅川雅子 - 渡辺梓
美代子の友人。大阪にいる恋人と半年間遠距離恋愛中。遠距離恋愛同士の美代子の良き悩み相談相手。
- 渡辺千秋 - 七瀬なつみ
美代子の友人で、スチュワーデス。美代子の恋愛の手助けなど相談に乗る。
- 酒井康子 - 小松千春
美代子の後輩ナース。
- 中村浩子 - 生田智子
雄介の同僚。気が強い。最終的に転職し、東京へ引っ越してくる。
- 大木修造 - 北村総一朗
美代子の父親。
- 大木瑞穂 - 松本留美
美代子の母親。
- 古川梢 - 設楽りさ子
雄介の会社の取引先の受付嬢。有本に恋心を抱かれていたが、雄介に恋心を抱くようになる。
- 高瀬和人 - 藤井郁弥
妻に出て行かれ、6歳の息子・茂を男手一つで育てている。茂の病気のために行った病院で美代子と知り合う。
- 中西隆一〈27〉 - 風間トオル
旅行代理店の主任。千秋の男友達の一人だが、いわゆるプレイボーイ。美代子のことが好きになり果敢にアタック。
- 高瀬茂 - 西亨太（子役）
高瀬の息子。盲腸で入院した際に美代子と出会い、退院後も時々美代子が勤める病院に遊びに来る。
- 高瀬の元妻 - 水島かおり
コンピューター関係の仕事をしていてアメリカの研究所に勤めている。
- 五月晴子
- 野口早苗
- 麻里万里
- 阿部由美子

（出典：）

## スタッフ
- 企画：山田良明
- プロデュース：亀山千広
- 脚本：伴一彦 （全話）
- 演出：本間欧彦・木村達昭・石坂理江子
- 音楽：渡辺博也
- 主題歌：「遠い街のどこかで…」（キングレコード）歌：中山美穂

作詞：渡邉美佳 作曲・編曲：中崎英也 品番：KIDS-61、1991年11月1日発売
- イメージソング：「P.S. I miss you」（キティレコード）歌：高橋洋子

作詞：柚木美祐 作曲：渡辺博也 編曲：鳥山雄司 品番：KTDR-6001、1991年12月11日発売
- 技術：高津芳英
- 美術：荒川淳彦
- 撮影：須藤康夫
- 照明：白倉孝雄、小松武久
- 音声：市村雅彦
- 映像：内藤芳実
- 録画：今村信男、山本米勝
- 技術プロデュース：中村彰
- 編集：石井和男
- VTR編集：小泉義明、高橋努
- 音響効果：大貫悦男
- 美術制作：川島努
- 美術進行：柴田慎一郎
- 大道具：東山昭、今田太一
- 装飾：高田修司
- 持道具：藤井伸也
- 視覚効果：津末泰聖
- 衣裳：能沢宏明
- スタイリスト：鶴谷久美、井上理愛（THIS）
- メイク：風間奈月、岩井マミ
- タイトル：ケネックジャパン、アクティオ
- 広報：板垣陽治
- スチール：青木操生
- 協力：札幌市・全日本空輸・札幌広島プリンスホテル・北海道文化放送
- ロケ協力：菊名記念病院・JTB東京飯田橋支店・北海道旅客鉄道・東武カード・TOBU・上用賀グリーンエイトテニスクラブ・ハーフタイム札幌店・サントリービール紅桜庭園・レストランシェロワ・NTT・Sizzler新宿三井ビル店・ライオン新宿ビル・北海道空港・五番館SEIBU・後楽園ゆうえんち・東京打楽器合奏団ミーアキャット・新高輪プリンスホテル・高橋レーシング・しながわ水族館・バー「ペール・カン」・ICCインターナショナル（株）・富士通コミュニケーションシステムズ（株）・JRI（株）かに道楽
- 技術協力：渋谷ビデオスタジオ
- 演出補：水田成英、岩本仁志
- 記録：内田照代、曽我部直子
- 制作主任：小宮山淳、吉見精一
- 北海道ロケ協力：遠藤克（Uhb）
- プロデュース補：鎌田成穂、長尾恵美子
- 制作著作：フジテレビ

## サブタイトル
| 各話   | 放送日         | サブタイトル     | 演出       | 視聴率 |
| ------ | -------------- | ---------------- | ---------- | ------ |
| 第1話  | 1991年10月7日  | 別離             | 本間欧彦   | 22.5%  |
| 第2話  | 1991年10月14日 | 冬の約束         | 本間欧彦   | 22.0%  |
| 第3話  | 1991年10月21日 | 秘密の夜         | 木村達昭   | 22.1%  |
| 第4話  | 1991年10月28日 | すれ違い         | 木村達昭   | 20.8%  |
| 第5話  | 1991年11月4日  | 甘い誘惑         | 石坂理江子 | 19.8%  |
| 第6話  | 1991年11月11日 | 涙の再会         | 本間欧彦   | 19.5%  |
| 第7話  | 1991年11月18日 | 傷心の旅         | 本間欧彦   | 22.0%  |
| 第8話  | 1991年11月25日 | さよなら         | 木村達昭   | 22.3%  |
| 第9話  | 1991年12月2日  | あの人を忘れたい | 石坂理江子 | 21.6%  |
| 第10話 | 1991年12月9日  | 想い出にさせない | 本間欧彦   | 23.4%  |
| 第11話 | 1991年12月16日 | 明日へのさよなら | 本間欧彦   | 26.3%  |

平均視聴率 22.0%（ビデオリサーチ調べ）